# Ernst af Bayern-München
Ernst af Bayern-München (født 1373, død 2. juli 1438 i München), var regerende hertug af Bayern-München fra 1397 til 1438. Han var oldesøn af kejser Ludvig 4.
Hertug Ernst var søn af hertug Johan 2. af Bayern-München.
Hertug Ernst var gift med Elisabetta Visconti af Milano. De fik fire børn, deriblandt hertug Albrecht 3. af Bayern-München.